# III. Montuhotep
III. Montuhotep (ur.: kb. i. e. 2010 – i. e. 1998) a XI. dinasztia hatodik uralkodója, II. Montuhotep fia. Az apja által egyesített ókori Egyiptom felett uralkodott, ezért sokszor a Középbirodalomhoz számítják. Azonban a frissen létrejövő állam nem lehetett stabil, III. Montuhotep uralkodásáról kevés információ maradt fenn. Még az sem bizonyos, hogy székhelyét szülővárosában, Uaszetben (Théba) tartotta-e. Ezért az első átmeneti korba sorolása talán helyesebb. 

## Uralkodása
Tizenkét évig uralkodott a torinói királylista szerint, valamikor i. e. 2000 körül.
Montuhotep külpolitikája az elődéhez hasonló jellegű. Keveset háborúzott, észak felé általában csak védekezett, dél felé virágzó kereskedelmi kapcsolatok alakultak ki Núbiával. Ez utóbbi azonban csak uralkodása második felére jött létre. A nyolcadik uralkodási évben csapatokat kellett délre küldenie helyi lázadások leverésére, majd az eztán indított kőbeszerző expedíció 3000 katonával megtámogatva indulhatott csak el. Az államszervezet lényegében változatlan maradt, a hosszú időn át regnáló apa tisztviselőinek nevei III. Montuhotep emlékein is feltűnnek. Így a vezír, Dagi, a kincstárnok, Meketré és Henenu hadvezér is, aki a núbiai expedíció seregét is vezette. A családra vonatkozóan szinte semmilyen adat nem áll rendelkezésre. Nem tudjuk, hogy utódja, IV. Montuhotep a fia volt-e? Ha az is volt, valószínűleg nem a főfeleségétől született és uralkodói jogcíme megkérdőjelezhető maradt. Ha IV. Montuhotep anyja, Imi III. Montuhotep felesége volt, akkor az egyik mellékfeleség lehetett.
Néhány befejezett és néhány megkezdett építkezése ismert. Templomokat, szentélyeket bővített ki. Halálának körülményeiről semmit sem tudunk, sírja ismeretlen helyen van, még az sem biztos, hogy Uaszetben. A sírépítés megkezdéséről van adat, eszerint apjáéhoz hasonló nagyságrendű építményt kívánt alkotni. Valószínűleg sosem fejezték be, ezért nem található már meg. Van egy gyanús felvezető út, ami Dejr el-Bahari sziklái között egyszer csak véget ér, és egy befejezetlen folyosóba torkollik. Montuhotep nem lehetett már fiatal trónra lépése idején, így a 12 éves uralkodási idő talán nem erőszakos trónváltásra utal, ennek ellenére is máig rejtély, hol temették el végül.

## Titulatúra
A fáraók titulatúrájának magyarázatát és történetét lásd az Ötelemű titulatúra szócikkben.
| G5 |

| G5 |

| S29 | S34 | N18 · N18 · I9 |

| S29 | S34 | N18 · N18 · I9 |

| S29 | S34 | N18 · N18 · I9 |

| S29 | S34 | N18 · N18 · I9 |

| G5 |

| G5 |

| S29 | S34 | N18 · N18 · I9 |

| S29 | S34 | N18 · N18 · I9 |

| S29 | S34 | N18 · N18 · I9 |

| S29 | S34 | N18 · N18 · I9 |

| G16 |

| G16 |

| S29 | S34 | N18 · N18 · I9 |

| S29 | S34 | N18 · N18 · I9 |

| G16 |

| G16 |

| S29 | S34 | N18 · N18 · I9 |

| S29 | S34 | N18 · N18 · I9 |

| G8 |

| G8 |

| R4 · G5 · S12 |

| R4 · G5 · S12 |

| G8 |

| G8 |

| R4 · G5 · S12 |

| R4 · G5 · S12 |

| M23 | L2 |

| M23 | L2 |

| N5 | S29 | S34 | D28 |

| N5 | S29 | S34 | D28 |

| N5 | S29 | S34 | D28 |

| N5 | S29 | S34 | D28 |

| N5 | S29 | S34 | D28 |

| N5 | S29 | S34 | D28 |

| N5 | S29 | S34 | D28 |

| N5 | S29 | S34 | D28 |

| M23 | L2 |

| M23 | L2 |

| N5 | S29 | S34 | D28 |

| N5 | S29 | S34 | D28 |

| N5 | S29 | S34 | D28 |

| N5 | S29 | S34 | D28 |

| N5 | S29 | S34 | D28 |

| N5 | S29 | S34 | D28 |

| N5 | S29 | S34 | D28 |

| N5 | S29 | S34 | D28 |

| G39 | N5 | \| \| |
|     |    |       |

|  |

| G39 | N5 | \| \| |
|     |    |       |

|  |

| Y5 · V13 | w | R4 · t · p | A1 | N5 | S29 | F35 | D28 |

| Y5 · V13 | w | R4 · t · p | A1 | N5 | S29 | F35 | D28 |

| Y5 · V13 | w | R4 · t · p | A1 | N5 | S29 | F35 | D28 |

| Y5 · V13 | w | R4 · t · p | A1 | N5 | S29 | F35 | D28 |

| Y5 · V13 | w | R4 · t · p | A1 | N5 | S29 | F35 | D28 |

| Y5 · V13 | w | R4 · t · p | A1 | N5 | S29 | F35 | D28 |

| Y5 · V13 | w | R4 · t · p | A1 | N5 | S29 | F35 | D28 |

| Y5 · V13 | w | R4 · t · p | A1 | N5 | S29 | F35 | D28 |

| G39 | N5 | \| \| |
|     |    |       |

|  |

| G39 | N5 | \| \| |
|     |    |       |

|  |

| Y5 · V13 | w | R4 · t · p | A1 | N5 | S29 | F35 | D28 |

| Y5 · V13 | w | R4 · t · p | A1 | N5 | S29 | F35 | D28 |

| Y5 · V13 | w | R4 · t · p | A1 | N5 | S29 | F35 | D28 |

| Y5 · V13 | w | R4 · t · p | A1 | N5 | S29 | F35 | D28 |

| Y5 · V13 | w | R4 · t · p | A1 | N5 | S29 | F35 | D28 |

| Y5 · V13 | w | R4 · t · p | A1 | N5 | S29 | F35 | D28 |

| Y5 · V13 | w | R4 · t · p | A1 | N5 | S29 | F35 | D28 |

| Y5 · V13 | w | R4 · t · p | A1 | N5 | S29 | F35 | D28 |